# Храпаченко, Александр Владимирович
Александр Владимирович Храпаченко  (18 сентября 1987 — 20 февраля 2014, Киев) — активист Евромайдана. Начинающий театральный режиссёр. Убит выстрелом снайпера на улице Институтской в Киеве. Герой Украины (2014, посмертно).

## Биография
Окончил школу № 19 в городе Ровно. Учился в Ровенском государственном гуманитарном университете на кафедре театральной режиссуры. Он увлекался туризмом, любил путешествия, занимался скалолазанием.
В 2004 году Александр поступил в Ровенский государственный гуманитарный университет на художественно-педагогический факультет, на кафедру театральной режиссуры, специальность -
режиссёр драматического театра. В 2010 году закончил РГГУ с образовательным уровнем — бакалавр. Во время обучения играл во многих режиссёрских работах студентов. Режиссёрские работы Александра: А. П. Чехов «Медведь», С. Мрожек «Стриптиз»; актёрские работы: А. Салинский «Сегодня я стану женщиной», А. Слаповский «От красной крысы до зелёной звезды», Софокл «Исмена» и др.
Александр также снялся в одном фильме — «Воскресение». Фильм был снят Ровенским телеканалом РТВ, в котором он исполнил роль солдата, который вернулся с войны домой.
При кафедре театральной режиссуры действовал театр свободной пластики «Яблоко», Александр был ведущим актёром этого театра. Театр свободной пластики действовал от молодёжной организации УМСА.

### Обстоятельства убийства
Погиб от пули снайпера.

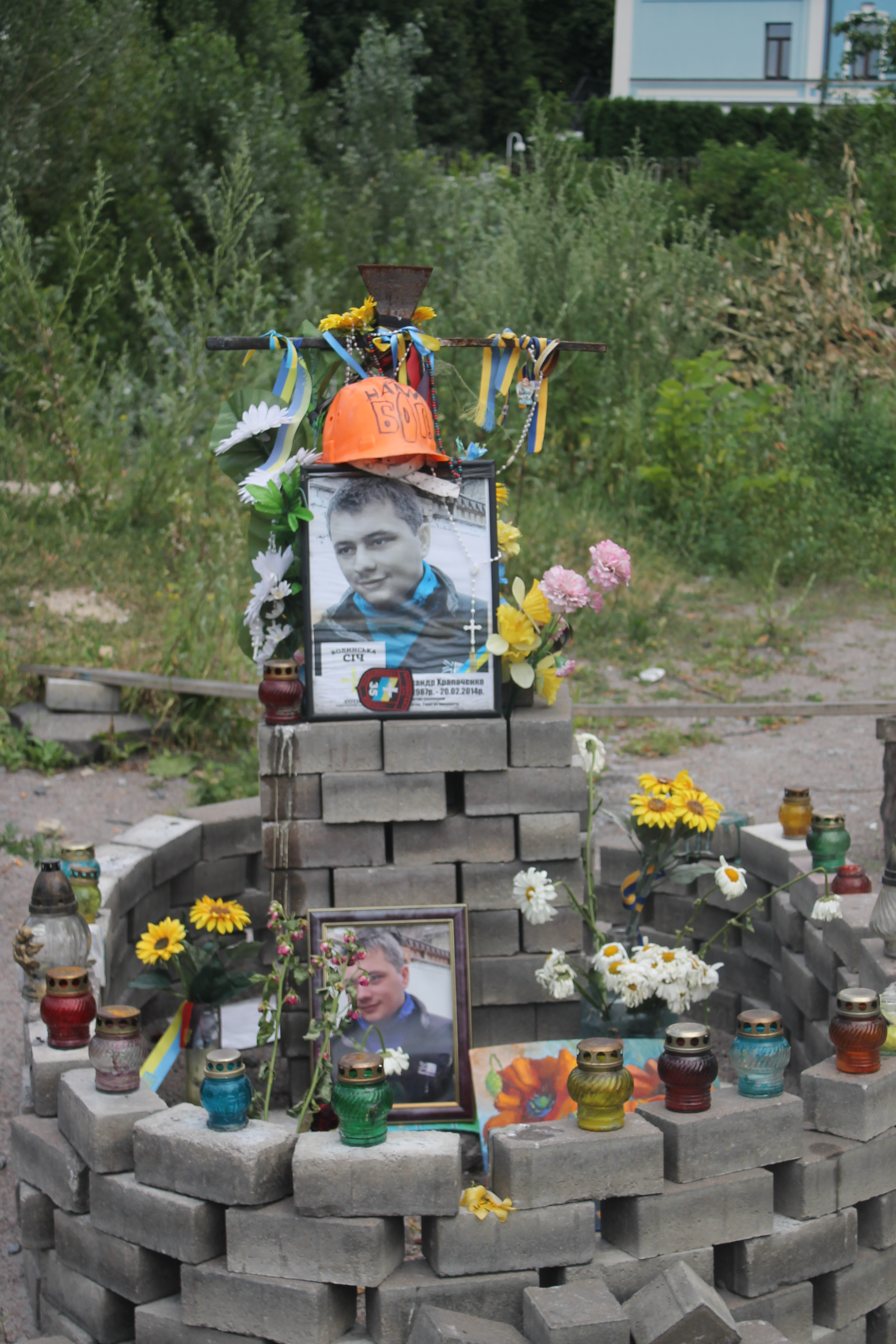
Памятный знак Александру Храпаченку на аллее Героев Небесной сотни (у. Институтская, Киев)

По сообщению Владимира Пастушка (члена сотни «Волынская Сечь», к которой также принадлежал Александр Храпаченко), был убит выстрелом из гостиницы «Украина», на последней баррикаде по Институтской улице.
Похоронен 23 февраля 2014 года в г. Ровно на кладбище «Новое» наряду с другими погибшими героями Небесной сотни.
Общественным признанием отнесён к «Небесной сотне».

## Память
- В октябре 2014 года на фасаде дома, где проживал Александр Храпаченко, была установлена мемориальная доска в его честь
- В декабре 2014 года в 19-й ровненской школе, где учился Александр Храпаченко, установлена мемориальная доска в его честь[4].
- В годовщину гибели, 20 февраля 2015 года, на стене главного корпуса родного вуза Александра, Ровенского государственного гуманитарного университета, открыта памятная доска[5].

### Награды
- Звание Герой Украины с вручением ордена «Золотая Звезда» (21 ноября 2014, посмертно) — за гражданское мужество, патриотизм, героическое отстаивание конституционных принципов демократии, прав и свобод человека, самоотверженное служение Украинскому народу, обнаруженные во время Революции достоинства[6]
- Медаль «За жертвенность и любовь к Украине» (УПЦ КП, июнь 2015) (посмертно)[7]